# Гуде (Горња Гарона)
Гуде (фр. Goudex) је насеље и општина у јужној Француској у региону Миди Пирене, у департману Горња Гарона која припада префектури Сен Годан.
По подацима из 2011. године у општини је живело 43 становника, а густина насељености је износила 16,48 становника/km². Општина се простире на површини од 2,61 km². Налази се на средњој надморској висини од 270 метара (максималној 350 m, а минималној 214 m).

## Демографија
| 1962. | 1968. | 1975. | 1982. | 1990. | 1999. | 2011. |
| ----- | ----- | ----- | ----- | ----- | ----- | ----- |
| 52    | 54    | 47    | 48    | 47    | 43    | 43    |

График промене броја становника у току последњих година